# Heinz Finger
Heinz Finger (* 12. Mai 1948 in Wuppertal; † 4. Juli 2022) war ein deutscher Bibliothekar und Historiker.

## Leben und Wirken
Finger studierte Geschichte, Germanistik und Anglistik an den Universitäten Köln, Freiburg und Cambridge. Nach der germanistischen Promotion (Thema: Untersuchungen zum „Muspilli“) an der Universität zu Köln 1977 trat er in den höheren Bibliotheksdienst ein. Er arbeitete zunächst als Referendar an der Württembergischen Landesbibliothek Stuttgart und als Assistent an der Universität Mainz. Von 1982 bis 2001 war er als Leiter der Sondersammlungen und der Handschriftenabteilung an der Universitäts- und Landesbibliothek Düsseldorf tätig.
Von 2001 bis Ende 2015 war er Direktor der Erzbischöflichen Diözesan- und Dombibliothek Köln. In seiner Zeit als Bibliotheksleiter forschte und publizierte er zu zahlreichen epochenübergreifenden Aspekten der Kölner Kirchengeschichte, darunter Rainald von Dassel, die Dreikönigstranslation, die Kölner Erzbischöfe als Territorialherren in der Frühen Neuzeit oder zum Tod Engelberts von Berg. Letzteren deutete er – im Gegensatz zur Mehrheit der Forschung – nicht als gezielten Mordanschlag, sondern vielmehr als missglückten Entführungsversuch. Er gilt als einer der besten Kenner der rheinischen Landesgeschichte des Spätmittelalters und der Frühen Neuzeit. Als Kirchenhistoriker hat er sich darüber hinaus wiederholt mit zeitgeschichtlichen Beiträgen zur Lage christlicher Gemeinschaften außerhalb Europas (beispielsweise der Christen im heutigen Irak) hervorgetan. Unter seiner Leitung als Direktor der Erzbischöflichen Diözesan- und Dombibliothek fanden zahlreiche wissenschaftliche Kolloquien statt, die den mittelalterlichen und frühneuzeitlichen Handschriftenbestand in den Fokus von Forschung und Öffentlichkeit rückten.
Finger lehrte nebenamtlich ab 1987 Mittelalterliche Geschichte an der Universität Düsseldorf, wo er 1995 zum Honorarprofessor ernannt wurde. Er war 2004 bis 2012 Vorstandsmitglied der Bibliothèques Européennes de Théologie (BETH) sowie 2001 bis 2013 stellvertretender Vorsitzender, von 2013 bis 2016 Vorsitzender des Historischen Vereins für den Niederrhein. Des Weiteren hatte er den Vorsitz der Gutenberg-Gesellschaft inne und war Mitglied im Kuratorium der Niederrhein-Akademie und des Forschungsinstituts für Mittelalter und Renaissance (FIMUR) an der HHU Düsseldorf (ab 1995). Finger war verheiratet, Vater zweier Kinder und lebte in Neuss.

## Schriften (Auswahl)
- Untersuchungen zum „Muspilli“ (= Göppinger Arbeiten zur Germanistik. Bd. 244). Göppingen 1977, ISBN 3-87452-400-0.
- Die Isenberger Fehde und das politische Zusammenwachsen des nördlichen Rheinlandes mit Westfalen in der Stauferzeit. In: Annalen des Historischen Vereins für den Niederrhein 197, 1994, S. 27–62.
- Die Frau im mittelalterlichen Rheinland. Eine Ausstellung der Universitäts- und Landesbibliothek der Heinrich-Heine-Universität Düsseldorf (= Schriften der Universitäts- und Landesbibliothek Düsseldorf. Bd. 22). Universitäts- und Landesbibliothek, Düsseldorf 1995 (Digitalisat).
- Friedrich Spee und das nördliche Rheinland. Eine Ausstellung der Universitäts- und Landesbibliothek Düsseldorf. Düsseldorf, 2000 (Digitalisat).
- Millennium 2000. Eine Ausstellung des Forschungsinstituts für Mittelalter und Renaissance der Heinrich-Heine-Universität Düsseldorf in Zusammenarbeit mit der Universitäts- und Landesbibliothek Düsseldorf. Düsseldorf 1999 (Digitalisat).
- mit Rudolf Hiestand (Hgg.): Bischöfe, Klöster, Universitäten und Rom – Gedenkschrift für Josef Semmler (1928–2011) (= Libelli Rhenani. Schriften der Erzbischöflichen Diözesan- und Dombibliothek zur rheinischen Kirchen- und Landesgeschichte sowie zur Buch- und Bibliotheksgeschichte. Bd. 41). Köln 2012, ISBN 978-3-939160-35-9.
- Das Heilige Köln – Tochter Roms. Beiträge zu den Grundthemen der Kölner Geschichte (= Libelli Rhenani. Schriften der Erzbischöflichen Diözesan- und Dombibliothek zur rheinischen Kirchen- und Landesgeschichte sowie zur Buch- und Bibliotheksgeschichte. Bd. 74). Erzbischöfliche Diözesan- und Dombibliothek, Köln 2020, ISBN 978-3-939160-84-7.
- Ein nordrheinisch-westfälischer Länderverbund in der frühen Neuzeit. (= Libelli Rhenani. Schriften der Erzbischöflichen Diözesan- und Dombibliothek zur rheinischen Kirchen- und Landesgeschichte sowie zur Buch- und Bibliotheksgeschichte. Bd. 79). Erzbischöfliche Diözesan- und Dombibliothek, Köln 2020, ISBN 978-3-939160-85-4.